# 蘇拉明
蘇拉明（英語：Suramin）是一種藥品，用以治療蟠尾絲蟲症，和尚未進犯中樞神經系統的非洲人類錐蟲病，給藥方法是經由靜脈注射。
蘇拉明會造成不少副作用，常見的有噁心、嘔吐、腹瀉、頭痛、皮膚刺痛，和虛弱，也可能帶來手掌和腳掌痠痛、視力模糊、發燒和腹痛等現象。嚴重的副作用有低血壓、意識狀態改變、腎功能衰竭，和血球數目降低等。在餵母乳時使用蘇拉明，對幼兒是否安全無害，目前尚不明朗。
1916 年，蘇拉明首度問世。此藥收錄於世界衛生組織基本藥物標準清單之中，認可為醫療系統中最安全有效的藥物之一。在美國，可在美國疾病控制與預防中心取得此藥，一套療程的藥物費用約在 27 美元之譜，世界衛生組織也在世界各地前述疾病猖獗之處免費提供蘇拉明。